# Henry FitzJames
Henry FitzJames (6 août 1673 – 16 décembre 1702), 1er duc d'Albemarle dans la pairie jacobite, est un fils illégitime du roi Jacques II d'Angleterre et d'Arabella Churchill, sœur du 1er duc de Marlborough.

## Biographie
Il nait à St James's Square, à Westminster, à l'époque une ville du comté de Middlesex, en Angleterre. Il est le frère de Jacques Fitz-James, maréchal français.
FitzJames est créé duc d'Albemarle, avec les titres de comte de Rochford et baron Romney, par son père le 13 janvier 1696, mais le titre n'est reconnu que par les Jacobites. Il est également nommé prieur du prieuré anglais de la commanderie de l'ordre souverain de Malte.
Le 20 juillet 1700, il épouse Marie-Gabrielle d'Audibert de Lussan, fille et héritière de Jean d'Audibert, comte de Lussan. Il a une fille posthume, Christine Marie Jacqueline Henriette FitzJames, née le 29 mai 1703 à Bagnols-sur-Cèze, qui devient nonne.
Sa veuve se remarie en mai 1707, à Saint-Germain-en-Laye, avec John Drummond, marquis de Forth, plus tard, 2e duc de Melfort.